# Conophytum marnierianum
Conophytum marnierianum là một loài thực vật có hoa trong họ Phiên hạnh. Loài này được Tischer & H.Jacobsen mô tả khoa học đầu tiên năm 1956.